# I vårens tid
I vårens tid (engelska: Springtime), är en tecknad kortfilm från 1929 som ingår i Silly Symphonies-serien med musik komponerad av Carl W. Stalling, med influenser av till exempel Ponchielli. Filmen hade premiär samma dag som börskraschen i New York.

## Handling
Filmen skildrar träd, blommor, insekter och andra djur som dansar, samtidigt som flera djur också försöker äta upp varandra.
En tusenfoting hoppar vägen fram och klappar fötterna mot varandra. En korp börjar hoppa efter den och slukar den en bit i taget. Korpen hoppar sedan vidare ensam.
Korpen flyger över ett stup till sin partner som ligger och ruvar. Korpmamman hoppar på sina ägg som kläcks och fyra korpungar hoppar ur, varefter de också börjar dansa.
Blixtar spräcker hål på ett moln och det börjar forsa vatten. Ett träd blir glad och börjar skrapa bort smuts från stammen. Trädet blir dock träffat av blixten och springer förskräckt därifrån.
Två syrsor har gömt sig under svampar för att skydda sig mot regnet men kan inte undgå att få droppar på sig. När det slutat regna kastar de bort svamparna och börjar att hoppa och dansa iväg. De hoppar upp på en stam vid en tjärn och en av syrsorna blir uppäten av en groda. Den andra blir efter ett försök att rädda sig också uppäten. Syrsorna fortsätter hoppa i grodans mage vilket får grodan att också börja dansa.
En annan groda ackompanjerar den första genom att använda sköldpaddor som en xylofon. En spindel börjar hoppa och använder sitt nät som harpa.
Tre grodor gör en koreograferad dans på en stock. En fågel går över vattnet för att äta grodorna. Fågeln misslyckas få sig en munsbit då varje groda han tar hoppar in i nästa groda likt en babushka. Den sista grodan fastnar på ett rullande sköldpaddsskal och fågeln försöker äta honom. Grodan blir uppkastad i luften där varje mindre groda åker ur magen på den större. Fågeln sväljer dem alla och hoppar sedan iväg för att sjunka ner i en stor vattenpöl.